# NGC 2410
NGC 2410 ist eine Balken-Spiralgalaxie mit einem aktivem Galaxienkern vom Hubble-Typ SBb im Sternbild Zwillinge auf der Ekliptik. Sie ist schätzungsweise 206 Millionen Lichtjahre von der Milchstraße entfernt und hat einen Durchmesser von etwa 150.000 Lichtjahren. Gemeinsam mit vier weiteren Galaxien bildet sie die NGC 2410-Gruppe (LGG 146).

Im selben Himmelsareal befindet sich u. a. die Galaxie IC 2201.
Das Objekt wurde am 5. Februar 1867 von Truman Henry Safford entdeckt.

## NGC 2410-Gruppe (LGG 146)
| Galaxie   | Alternativname | Entfernung/Mio. Lj |
| --------- | -------------- | ------------------ |
| NGC 2410  | PGC 21336      | 208                |
| IC 2193   | PGC 21276      | 223                |
| IC 2196   | PGC 21300      | 210                |
| IC 2199   | PGC 21328      | 207                |
| PGC 21280 | UGC 3904       | 208                |